# Лексика української мови
Див. також статті Запозичені слова в українській мові, Власне українська лексика.

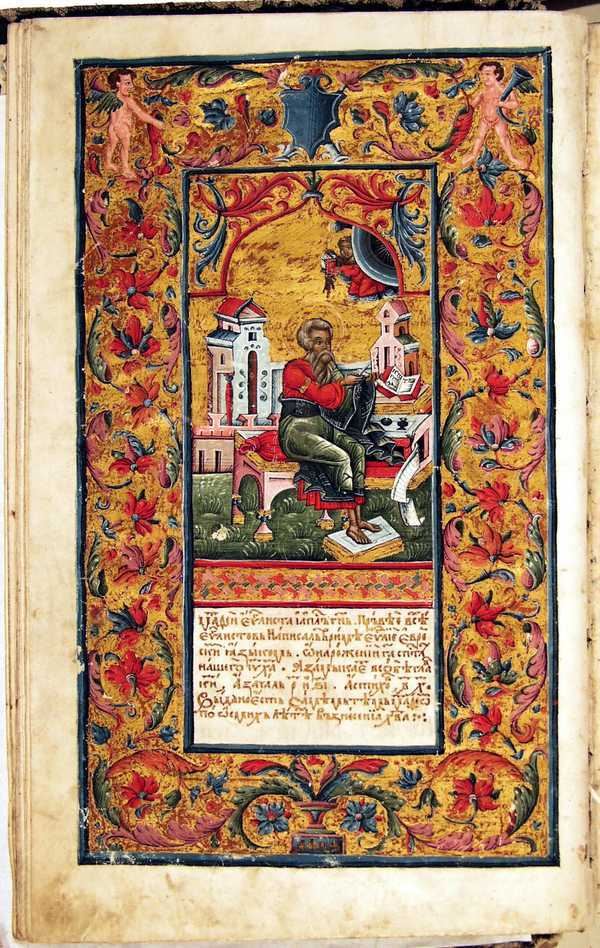
Пересопницьке Євангеліє — пам'ятка староукраїнської мови та мистецтва XVI ст.

Українська мова належить до східної групи слов'янської гілки індоєвропейської родини мов. Згідно зі списком Сводеша для слов'янським мов, найближче українська споріднена з білоруською мовою (190 збігів з 207), російською (172 збігів з 207), а також польською (169 збігів з 207).
Якщо йдеться не про збіги в списку Сводеша, а про загальний лексичний запас, то згідно зі схемою А. Шайкевича, М. Еченіке та ін. (розвиток отримало у працях К. Тищенка), лексика української мови на 38 % відрізняється від російської, на 32 % від словацької, на 30 % від польської та на 16 % від білоруської мов. Для прикладу, за своїм лексичним складом англійська мова відрізняється від голландської на 37 %, а шведська від норвезької на 16 %.
Основний словниковий фонд української мови містить чотири пласти слов'янських слів: спільноіндоєвропейська лексика (батько, мати, сестра, дім, вовк, бути, жити, їсти тощо); праслов'янські слова (коса, сніп, жито, віл, корова, ловити тощо); власно українські слова, наявні тільки в українській мові (кисень, водень, мрія, зволікати, зайвий, байдуже, примхи тощо); запозичення з інших слов'янських мов (з білоруської — розкішний, обридати, нащадок, з польської — перешкода, недолугий, дощенту, обіцяти, цікавий, гасло, міць, шлюб, раптом, принаймні тощо; з чеської — брама, огида[джерело?], ярка, паркан, карк; з церковнослов'янської — храм, глава, владика, сотворити тощо). Решту лексики складають пізніші запозичення, серед яких найбільше з мертвих класичних мов — давньогрецької, латини і старослов'янської (старослов'янізми, церковнослов'янізми). За радянських часів до лексичного складу ввійшло багато росіянізмів. Останнім часом лексичний склад активно поповнюється запозиченнями з англійської мови. Загальний розвиток мови відбувається за рахунок внутрішньомовних ресурсів: нові слова творяться на базі вже існуючих.
З української мови до німецької від XVI ст. було запозичено такі слова: нім. Duma, Dumka, Hopak, Tschaike, Kosak, Steppe, Kobsa, Kobsar, Baidak, Hetman, Haluschka, Sotnik, Starost, Tschumak, Lulke, Borstsch, Bandura, Kindak, Baschtan.
З української до польської у XV — XVIII ст. було запозичено такі слова: пол. hreczka, hreczkosiej, hodować, hładon, kum(a), hospodar, horodniczy, hołoble, braha, hukać, chory, chołodziec, wieczorynka, hulać, korowód, lach, koczerga, pieczarka.
З української до російської мови запозичено такі слова у XVI — XX ст.: рос. бублик, смалец, гопак, чрезвычайный, хлопцы, побратимы, повстанцы, пасека, пасечник, борщ, знахарь, наймит, бондарь, подполковник, чуб, самостийность, чумак, корж, девчата, хата, аж.
До білоруської мови у XV — XVI ст. було запозичено такі українські слова: мозок, мати, охороняти, сокира, позад, рясний, тітка, прохати, страхатися, бучний, зволікати, огидити, заятрити, взути, калатати, облік, відсоток.
До литовської мови у XIV — XVI ст. було запозичено такі слова: kazokas «козак», Nepras «Дніпро», trivoti «тривати», ulioti «гуляти», vecerioti «вечеряти», cerenas «черінь», akraicas (akraicikas) «окрайчик», strieka «стріха», dieska «діжка», kurapka «куріпка» (1579 р.), anukas «онук».

## Найголовніші словники української мови
Лексика мови систематизується у словниках різних типів. Найважливіші словники сучасної української мови такі:
- Словник української мови: в 11-ти т.  — К.: Наукова думка, 1970—1980.
- Російсько-український словник: У 3-х т. — К.: УРЕ, 1982—1983.
- Тараненко О. О., Брицин В. М. Російсько-український словник для ділових людей. — К.: Укр.письменник, 1992.
- Фразеологічний словник української мови: У 2-х т.- К.: Наук.думка, 1993.
- Словник іншомовних слів / За ред. О. С. Мельничука. — К.: УРЕ, 1985.
- Словник синонімів української мови у 2-х т. — К. Наук.думка, 1999.
- Словник труднощів української мови / За ред. С. Я. Єрмоленко. — К.: Рад.школа, 1989.
- Коваль А. П., Коптілов В. В. Крилаті вислови в українській літературній мові. — К.: Вища школа, 1975.
- Скрипник Л. Г., Дзятківська Н. П. Власні імена людей: Словник-довідник. — К.: Вища школа, 1975.
- Головащук С. І., Пещак М. М., Русанівський В. М., Тараненко О. О. Орфографічний словник української мови. — К.: Наук.думка, 1994.
- Погрібний М. І. Орфоепічний словник. — К.:Рад.шк., 1984.
- Єрмоленко С. Я.,ЄрмоленкоВ. І.,Ленець К. В., Пустовіт Л. О. Новий російсько-український словник-довідник. К.: Довіра, 1996.